# Challuy
 Challuy  es una población y comuna francesa, situada en la región de Borgoña, departamento de Nièvre, en el distrito de Nevers y cantón de Nevers-Sud.

## Demografía
| 1349 | 1286 | 1257 | 1324 | 1256 | 1347 |
| Para los censos de 1962 a 1999 la población legal corresponde a la población sin duplicidades (Fuente: INSEE [Consultar]) |      |      |      |      |      |